# Odhise Paskali
Odhise Paskali (ur. 30 grudnia 1903 w Kozani, zm. 13 września 1985 w Përmecie) – albański rzeźbiarz.

## Życiorys
Był synem duchownego prawosławnego i nauczyciela Paskala i Kaliope z d. Papadhimitri. W 1906 jego rodzina przeniosła się z greckiego miasteczka Kozani do Përmetu, gdzie Odhise ukończył grecką szkołę elementarną. Z pomocą przyjaciela rodziny W 1916 wyjechał do Włoch, gdzie ukończył szkołę średnią i podjął studia z zakresu literatury i filozofii na Uniwersytecie Turyńskim. Tam też zaczął realizować swoją pasję plastyczną, ucząc się rzeźby pod kierunkiem Edouardo Rubino. W 1924 na wystawie w Turynie została wyróżniona jego rzeźba Głodujący i portret Avniego Rustemiego. W 1927 ukończył studia we Włoszech. Pierwszą rzeźbą, którą wykonał po powrocie do kraju, było popiersie Beethovena, którego twórczością zafascynował się w okresie włoskim.
W kwietniu 1931 Paskali należał do grupy inicjatorów stowarzyszenia Przyjaciele Sztuki (alb. Miqte e Artit), która zajmowała się organizacją wystaw sztuki narodowej w miastach albańskich. 21 maja 1931 z inicjatywy stowarzyszenia otwartą pierwszą w dziejach Albanii wystawę rodzimej sztuki figuratywnej.
W 1932 powstały pierwsze rzeźby monumentalne Paskaliego – Luftëtari Kombëtar (Bojownik narodowy), który stanął w centrum Korczy i Flamurtari (Niosący sztandar), stanowiący do dziś symbol Wlory. Dekada lat 30. przyniosła największe dzieła Paskalego, wśród nich pomniki działaczy narodowych (Themistokli Gërmenji, Çerçiz Topulli, Abdyl Frashëri), a także dwa pomniki Skanderbega, z których jeden stanął w centrum Kukësu. W 1934 na stałe zamieszkał w Tiranie.
Po wykonaniu pomnika Abdyla Frashëriego, który w 1940 stanął w Prizrenie, na kilka lat Paskali zaprzestał działalności twórczej. Powrócił do niej w 1948 serią pomników, upamiętniających partyzantów komunistycznych (Misto Mame, Vojo Kushi). Był także współautorem (wspólnie z Andreą Mano i Janaqem Paço) zdobiącego centrum Tirany pomnika Skanderbega, a także autorem stojącego kilkaset metrów dalej pomnika Partyzanta Wyzwoliciela. Pozostawił po sobie 523 dzieła. Niektóre z nich do dzisiaj są wykorzystywane w emisji banknotów i papierów wartościowych.
W latach 1947–1953 pracował jako nauczyciel w liceum artystycznym Jordan Misja w Tiranie. W 1951 znalazł się w składzie delegacji artystów albańskich, którzy zostali wyselekcjonowani do wyjazdu do ZSRR. Sześć lat później objął funkcję dyrektora Galerii Narodowej w Tiranie. Uhonorowany orderem Naima Frashëriego I kl. i tytułem Rzeźbiarza Ludu (alb. Skulptor Popullit). Był członkiem Albańskiej Akademii Nauk.

## Pamięć
Pracownia Paskaliego po jego śmierci została przekształcona w muzeum, zniszczone w roku 1990. Ocalała część spuścizny rzeźbiarza jest przechowywana przez rodzinę. W 1985 ukazały się jego wspomnienia Ślady życia (alb. Gjurme jete). W 2005, w 20 rocznicę śmierci jego córka Floriana wydała tom poświęcony ojcu – Dla Paskaliego, od Paskaliego (Për Paskali nga Paskali). Imię rzeźbiarza nosi jedna z ulic w północno-wschodniej części Tirany, ulice w Prizrenie i w Mitrowicy, a także szkoła artystyczna w Peji.